# Tumbaga

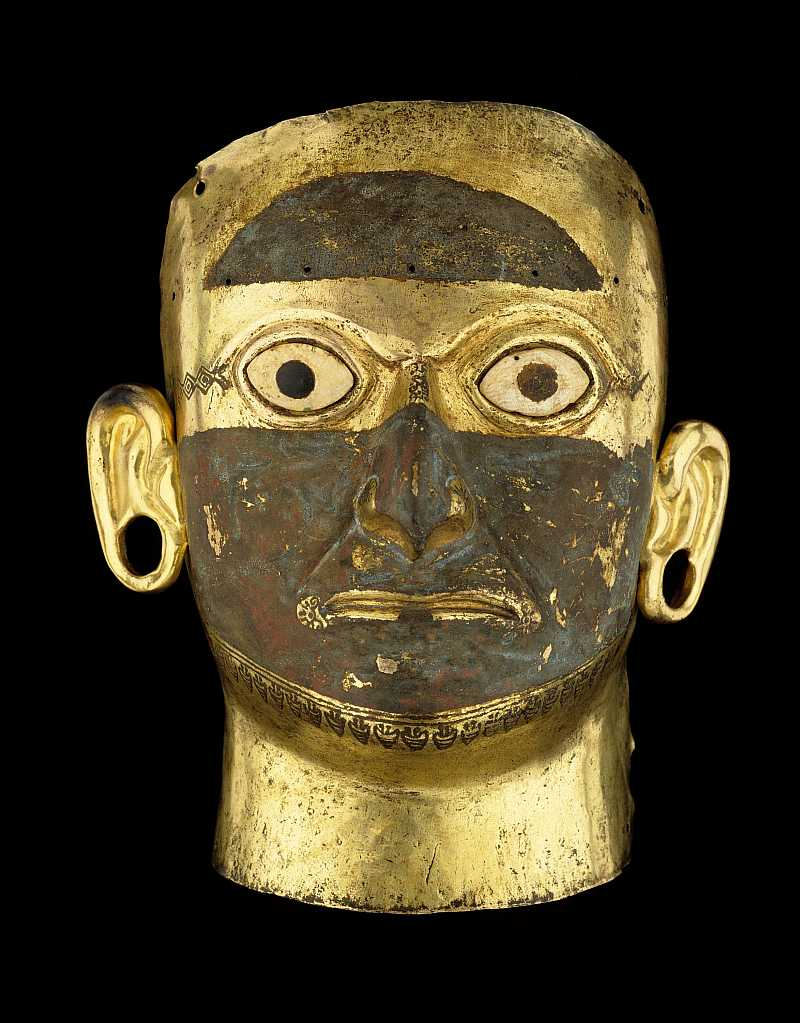
Königsmaske aus Tumbaga, Peru, 3.–4. Jh. n. Chr.

Tumbaga (auch Tumbago) ist eine Legierung mit den Hauptbestandteilen Gold und Kupfer. Der Kupferanteil kann hierbei bis zu 70 % betragen. Tumbaga hat einen niedrigeren Schmelzpunkt und eine größere Härte als Gold. Die Legierung war besonders in Altkolumbien und in Mittelamerika verbreitet. Die Oberflächen der Produkte wurden erwärmt und das entstehende Kupferoxid mit Pflanzensäure entfernt. Übrig blieb reines Gold.
Viele Gegenstände der Indios wurden so hergestellt, z. B. das Tumi und die Tunjos. Auf diese Weise arbeiteten die Völker der Muisca (siehe Eldorado), die Tairona und die Sinú. Es gab zwei Techniken der Verarbeitungen: das Treiben und Hämmern und das Gießen nach dem Wachsausschmelzverfahren.